# بلدية إليندن
بلدية إليندن هي بلدية في جمهورية مقدونيا، بلغ عدد سكانها 15٬894  نسمة، عاصمتها Ilinden (village) ‏، تبلغ مساحتها 97٫02 كيلومتر مربع، رمزها البريدي هو 1041.